# Episodi di CBS Summer Playhouse (terza stagione)
La terza stagione della serie televisiva CBS Summer Playhouse è stata trasmessa in anteprima negli Stati Uniti d'America dalla CBS tra il 20 giugno 1989 e il 22 agosto 1989.
| nº | Titolo originale         | Titolo italiano | Prima TV USA   | Prima TV Italia |
| -- | ------------------------ | --------------- | -------------- | --------------- |
| 1  | Microcops                |                 | 20 giugno 1989 |                 |
| 2  | B-Men                    |                 | 27 giugno 1989 |                 |
| 3  | Coming to America        |                 | 4 luglio 1989  |                 |
| 4  | Shivers                  |                 | 4 luglio 1989  |                 |
| 5  | Elysian Fields           |                 | 11 luglio 1989 |                 |
| 6  | American Nuclear         |                 | 25 luglio 1989 |                 |
| 7  | Curse of the Corn People |                 | 1º agosto 1989 |                 |
| 8  | The Heat                 |                 | 8 agosto 1989  |                 |
| 9  | Road Show                |                 | 15 agosto 1989 |                 |
| 10 | Outpost                  |                 | 22 agosto 1989 |                 |